# Custos (schatbewaarder)
De custos, thesaurarius of schatbewaarder, soms ook custos reliquiarum, is de persoon, meestal een priester of kanunnik, die verantwoordelijk is voor het beheer van de kerkschat in een kapittelkerk, klooster of bisdom.
In de middeleeuwen was de functie van custos soms verbonden met die van koster. De custos reliquiarum beheerde de relikwieën in de schatkamer van de kerk. Hij zorgde ervoor dat deze op een veilige en waardige manier bewaard werden en dat ze op bepaalde kerkelijke feestdagen (bijvoorbeeld de naamdag van een heilige) ter verering werden uitgestald. Hij vaardigde tevens echtheidsverklaringen van de relieken uit, met daarop de naam van de heilige of zalige, de aard van het reliek en het soort reliekhouder. De custos volgde in het kapittel in rangorde van waardigheid na de decanus (kapitteldeken), de cantor en de scholaster.
Van de schatkamer van de Sint-Servaaskerk in Maastricht zijn de namen van tientallen custodes overgeleverd. De oudste vermelding is van Wynandus, custos in 1131 en 1132. De custos (custenaer) Hessels, werkzaam in de tweede helft van de twaalfde eeuw, wordt genoemd als opdrachtgever van het Leven van Sint-Servaas van Hendrik van Veldeke. Vanaf de dertiende eeuw werden, naast of in plaats van de custos (een kanunnik van het Sint-Servaaskapittel), twee subcustodes aangesteld, die het eigenlijke werk in de schatkamer verrichtten. De laatste, voor de opheffing van het kapittel in 1797 en getuige van de vernietiging van een groot deel van de kerkschat, was Joannes Ludovicus Deplaie.
Ook van de schatkamer van de Onze-Lieve-Vrouwekerk in Maastricht zijn namen van custodes of thesaurarii overgeleverd. In de periode rondom de hoogfeestdagen van Pasen en Pinksteren moest de custos ervoor zorgen dat de relieken op het priesterkoor (dat voor de gewone gelovigen niet toegankelijk was) werden uitgestald (expositio). Daartoe moest hij het koor versieren met de mooiste doeken van brokaat. Datzelfde gebeurde bij een blijde inkomst van een nieuwe prins-bisschop van Luik. Bij andere gelegenheden leidde de custos een publieke reliekentoning in of buiten de kerk (ostensio), waarbij het publiek de relieken van dichtbij kon aanschouwen en soms zelfs aanraken.
Bij de opheffing van veel kloosters en kapittels in de Franse Tijd (onder andere in Zuid-Nederland, België, Frankrijk en delen van Duitsland) raakten de kostbare reliekhouders en andere kerkschatten vaak verspreid. Wat bewaard bleef vormde later de kernverzameling van museale schatkamers en bisschoppelijke musea, die geleidelijk aan los kwamen te staan van de kerkelijke organisaties. De custos maakte in deze musea plaats voor conservatoren.